# Mesasippus divergens
Mesasippus divergens är en insektsart som först beskrevs av Bei-bienko 1930.  Mesasippus divergens ingår i släktet Mesasippus och familjen gräshoppor. Inga underarter finns listade i Catalogue of Life.